# Brigequins
Els brigequins (llatí: Brigaecini, grec Βριγαικινοί) foren una tribu del poble àstur que tingueren per capital a Brigaecium o Brigecum, prop de l'actual Benavente. Probablement són el mateix grup que Florus esmenta com a trigacins.